# 성호초등학교 (경기)
성호초등학교는 대한민국 경기도 오산시 오산동에 있는 공립 초등학교이다.

## 학교 연혁
- 1913년 4월 1일 수원군 오산공립보통학교 개교
- 1938년 4월 1일 성호공립심상소학교로 개칭
- 1941년 4월 1일 성호공립국민학교로 개명
- 1996년 3월 1일 성호초등학교로 개명
- 1999년 8월 1일 교실 개축 공사 (20개실)
- 2000년 7월 1일 교사 개축건물 준공식
- 2007년 12월 30일 체육관 리모델링, 교사 2동 옥상방수공사
- 2009년 2월 28일 운동장 인조 잔디 조성
- 2010년 8월 27일 어학실 리모델링
- 2010년 11월 25일 운동장 야간 조명등 설치
- 2011년 3월 1일 학습준비물실 구축
- 2011년 4월 1일 물향기학교 지정
- 2011년 6월 17일 예절실 구축
- 2012년 1월 16일 역사관 구축
- 2018년 9월 1일 제34대 김영학 교장 취임
- 2019년 1월 31일 제106회 졸업식(남: 26명, 여: 21명, 계 46명 졸업)

## 참고 자료
- 성호초등학교 - 한국교육학술정보원 학교알리미